# Joan Willem van Meel

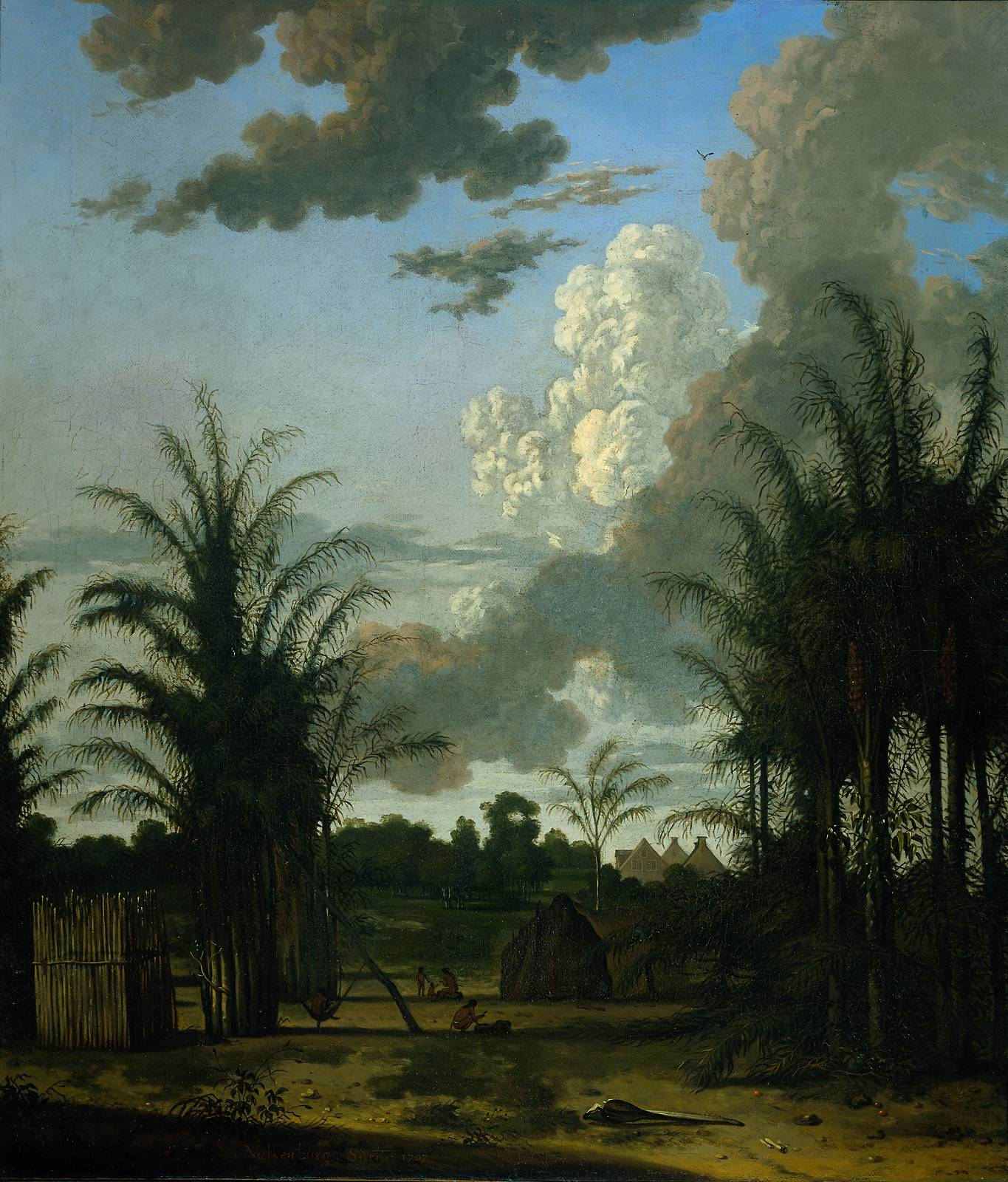
Plantage in Suriname door Dirk Valkenburg, 1707

Joan Willem van Meel (1673 – 1726) was een koopman en de secretaris van de Sociëteit van Suriname tussen 1701 en 1726. Vanaf 1700 assisteerde hij zijn stiefvader tot 1713, en fungeerde vanaf dat jaar alleen. Van Meel gaf ook enkele verzamelingen met brieven van geleerden uit.
De secretaris was de spil waar, vooral in uitvoerende zin, alles om draaide. Hij notuleerde de vergaderingen, registreerde de aldaar genomen besluiten en zorgde ervoor dat deze de bewindhebbers ter hand werden gesteld. Hij hield toezicht op de klerken, was mede verantwoordelijk voor de kas, stond de schippers van de Surinamevaarders en de soldaten te woord, controleerde de uit Suriname overgezonden gouvernementsadministratie, hield het archief bij en zorgde voor transport van levensmiddelen naar de kolonie. De werkzaamheden omvatten ook de boekhouding van de garnizoenen.
Van Meel was de zoon van Jerevaes van Meel en Lucia van Aken, een Remonstrantse familie. Na het overlijden van zijn vader in 1691 hertrouwde zijn moeder met Stephanus Pelgrom (1647-1713), klerk bij de WIC, secretaris van de Sociëteit van Suriname en notaris. Van Meel studeerde rechten in Leiden, promoveerde in 1694 en werd advocaat aan het Hof van Holland. Hij trouwde in 1694 in Rotterdam met zijn nicht, de 17-jarige Christina Rijckewaert.  Hij woonde op de Amsterdamse Keizersgracht, niet ver van de Reguliersgracht, naast zijn moeder.  Zijn kinderen liet hij thuis dopen en niet in de Remonstrantse kerk. Paulus van der Veen en Andries Pels waren getuigen. In 1708 overleed zijn schoonmoeder en in 1709 kocht hij een hofstede ten noorden van Abcoude, genaamd Westrust. In 1712 werd hij eigenaar van een schip genaamd De coude molen.  Van Meel is opgevolgd door de tweede zoon Joan Hubert van Meel (1699-1769), de jongste Paulus Stephanus van Meel (1704 - 1747) werd aangesteld als klerk.

## Geleerde correspondentie
Van Meel verzamelde, zoals veel van zijn tijdgenoten, brieven van geleerden en onderhield ook zelf een intensieve correspondentie. Zijn verzameling brieven van de Franse protestantse politici François en Jean Hotman werd in 1700 uitgegeven en een jaar later volgde nog een verzameling brieven. De Hotman-collectie werd in 1984 op microfilm gezet en geldt nog steeds als een belangrijke bron voor het politieke denken van de hugenoten.

## Werken
- Francisci et Joannis Hotomanorum patris ac filii, et clarorum virorum ad eos epistolae: quibus accedit epistolarum miscellanearum virorum doctorum qui hoc et superiore saeculo claruere appendix ex bibliotheca Jani Gulielmi Meelii J.C. (Amsterdam: Gallet, 1700) digitale versie
- Insignium virorum epistolae selectae: quae nunc primum prodeunt, ex bibliotheca Jani Guilielmi Meelii (Amsterdam: Halma, 1701)